# .sr
.sr je internetová národní doména nejvyššího řádu pro Surinam.
Tuto doménu sponzoruje Telesur, místní telekominukační společnost, nicméně registrace pro zahraniční zájemce jsou prováděny společností DotSR, Inc.